# Lisine
Lisine is een plaats in de gemeente Vojnić in de Kroatische provincie Karlovac. De plaats telt 27 inwoners (2001).